# 焦东村
焦东村，中华人民共和国政治人物、外交官。
2003年，接替吴长胜，担任中华人民共和国驻巴哈马大使。2004年，由李元明接任。